# Harry Golombek
Harry Golombek (né à Londres le 1er mars 1911 et mort le 7 janvier 1995 dans la même ville) est un joueur et arbitre d'échecs britannique.

## Biographie et carrière
Né dans le East End de Londres, Harry Golombek est issu d'une famille juive d'origine polonaise. 
Il fréquente la Wilson's Grammar School et aide son école à remporter un succès sans précédent dans le championnat par équipe des écoles de Londres. Il remporte également le championnat des garçons de Londres en 1929.
Il étudie la philologie au King's College de Londres. 
Lors des Olympiades d'échecs de 1939 en Argentine, il fait partie du groupe des trois joueurs britanniques qui décident de rentrer en Angleterre dès qu'ils apprennent que la Pologne est envahie par les Nazis. Avec eux, il se retrouve pendant la Seconde guerre mondiale au centre du renseignement britannique à Bletchley Park (opération Ultra) pour devenir une figure de proue de l'Enigma allemande.
Plus tard, il est pendant des décennies journaliste spécialisé dans les échecs pour The Times. À partir de 1955, il tient également une chronique 1955 dans The Observer.
Il fut trois fois champion de Grande-Bretagne (1947, 1949, 1955). Il obtint le titre de maître international en 1950 et celui de grand maître honoraire en 1985. 
Il a représenté son pays au cours de neuf olympiades d'échecs entre 1935 et 1962, et il fut le premier britannique à se qualifier à un tournoi interzonal, celui de Saltsjobaden en 1952, où il termina dernier ex æquo. Il remporta aussi le tournoi de Hastings en 1952-1953, ex æquo.
Il arbitra le tournoi des candidats 1959 en Yougoslavie ainsi que le championnat du monde d'échecs en 1963 qui opposa Mikhail Botvinnik à Tigran Petrossian.
Il est fait officier de l'ordre de l'Empire britannique en 1966.

## Publications
Harry Golombek fut aussi le rédacteur en chef du British Chess Magazine et a écrit une trentaine de livres d'échecs notamment sur les championnats du monde de 1948 à 1972.
En tant qu'auteur, Harry Golombek est réputé pour ses biographies 
- de Richard Réti : Reti's Best Games,
- de José Raúl Capablanca : Capablanca's Best Games,
- de Mikhaïl Tal : Mikhail Tal: The Shooting Star Of Chess

ainsi que pour son 
- History of Chess (1976)
- 1977 : Encyclopedia of Chess  (ISBN 0-7134-0878-2)
- 1946 : Fifty Great Games Of Modern Chess
- Compendium Of Indoor Games Volume Iii: Chess

Il a écrit plusieurs livres sur les championnats du monde d'échecs :
- The World Chess Championship 1948: How Botvinnik became World Champion
- World Chess Championship 1954
- The World Chess Championship 1957, 1958: Smyslov's Victory and Botvinnik's revenge
- Reykjavik 1972: Fischer Vs Spassky - the World Chess Championship.

Harry Golombek a écrit plusieurs manuels de jeu :
- The Art of the Middle Game, Penguin,  (ISBN 0-14-046102-7) (Ce livre qui a été traduit en français en 2022, cf. plus bas.)
- Modern Opening Chess Strategy, 1959, Pitman
- Instructions to Young Chess Players, 1958, Pitman,  (ISBN 0-273-48550-4)
- Beginning Chess, Penguin, 1981
- Improve your chess.

En français, Harry Golombek a publié :
- La partie d'échecs, Payot, 1973 ((en)The Game of Chess).
- Harry Golombek est traducteur de  (en) Paul Keres et Alexandre Kotov, The Art of the Middle Game, Éd. Dover, paru en 1964.
  - Traduction en français : Paul Keres, Alexandre Kotov, Harry Golombek (trad. de l'anglais), La maîtrise du milieu de partie aux échecs [« The Art of the Middle Game »], Forbach, Books on Demand, 2022, 284 p. (ISBN 978-2-322-40965-5).